# Гипсикл
Гипсикл Александрийский (др.-греч. Ὑψικλῆς ὁ Ἀλεξανδρεύς, лат. Hypsicles; ок. 190 до н. э. — ок. 120 до н. э.) — древнегреческий математик и астроном.
О жизни Гипсикла практически ничего не известно. Он считается автором дополнительной XIV книги «Начал» Евклида. Также ему принадлежит астрономическое сочинение О восхождении созвездий по эклиптике (ἀναφορικός). Книга Гипсикла о многоугольных числах цитируется в Арифметике Диофанта. Он также способствовал распространении в Греции вавилонской традиции делить полный угол на 360°.

## Книга XIVНачалЕвклида
Основой для XIV книги Начал послужили не дошедшие до нас трактаты Аристея Старшего О сравнении пяти правильных тел и Аполлония Пергского Сравнение додекаэдра с икосаэдром. Во введении к книге XIV Гипсикл пишет некоему Протарху, что его отец и Василид из Тира изучали в Александрии упомянутый трактат Аполлония:
 [Они] пришли к мнению, что это не было правильно изложено Аполлонием, и они сами написали исправленный текст… Позднее и мне самому попалась в руки другая изданная Аполлонием книга, содержащая некоторое доказательство, касающееся вышеизложенного, и я сам с большим воодушевлением занялся исследованием этой задачи. Теперь с изданной Аполлонием книгой можно, по-видимому, всем ознакомиться, так как она находится в обращении, как кажется, в позднейшей более тщательно написанной редакции; сам же я, написав в виде комментария всё, что мне показалось нужным, решил обратиться к тебе.
В книге доказывается 8 теорем, в том числе основная (восьмая): отношение площадей поверхностей икосаэдра и додекаэдра, вписанных в одну и ту же сферу, равно отношению их объёмов, а именно {\displaystyle {\sqrt {\frac {5+{\sqrt {5}}}{6}}}}.

## «О восхождении созвездий по эклиптике»
Весь трактат состоит всего из шести предложений. Он посвящён задаче расчёта времени, которое требуется для восхода или захода каждого знака зодиака. Эта проблема играла важную роль в античной и средневековой астрологии. Гипсикл, не владевший современными средствами сферической тригонометрии, решает задачу приближённо, привлекая для этого многоугольные числа. Именно в этом сочинении впервые встречается упомянутое подразделение окружности круга на 360 частей, чего не было у предшественников Гипсикла.
Некоторые комментаторы высказывали мнение, что самому Гипсиклу в этом сочинении принадлежит лишь несколько первых фраз, все же остальное представляет собой пересказ вавилонского астрономического текста.
Трактат Гипсикла был переведен на арабский язык в IX веке, а на латинский — в XII веке Герардом Кремонским.